# Nokia C1-01
Il Nokia C1-01 è un telefono cellulare prodotto dall'azienda finlandese Nokia, messo in commercio nel 2011.

## Caratteristiche
- Dimensioni: 108 mm x 45 mm x 57 mm
- Massa: 78.5 g
- Risoluzione display: TFT 128 x 160 pixel a 65.000 colori
- Durata batteria in conversazione: 640 minuti
- Durata batteria in standby: 504 ore (22 giorni)
- Fotocamera: VGA
- Alloggiamento per memory card microSD fino a 32 GB, con sostituzione della memory card anche a telefono cellulare acceso
- Connettore AV da 3,5 mm
- Bluetooth 2.0 e USB 2.0
- radio Stereo FM con RDS